# Frank Balzer (Politiker, 1964)

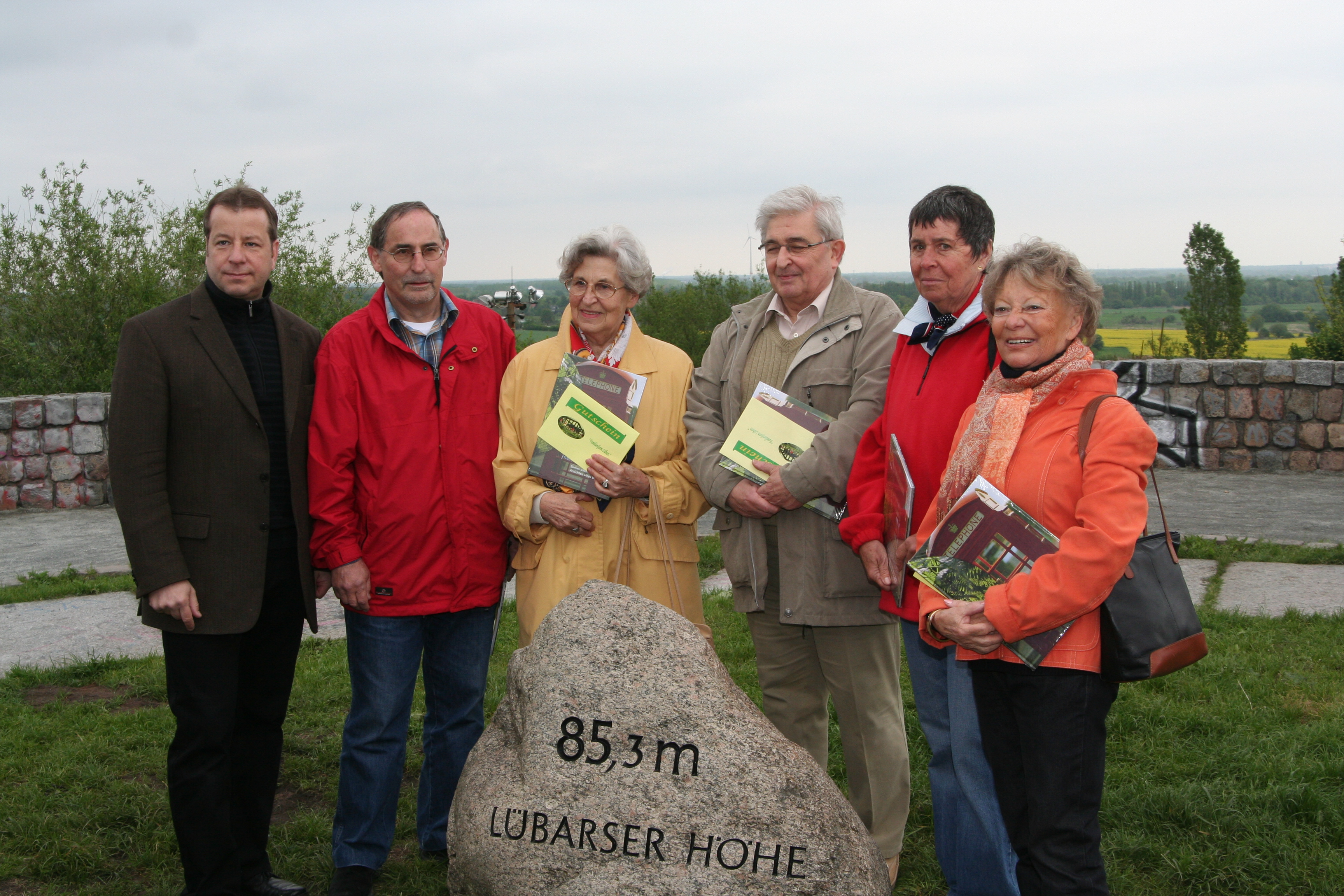
Frank Balzer (links) bei der Taufe eines ehemaligen Müllberges in „Lübarser Höhe“

Frank Balzer (* 17. November 1964 in Berlin) ist ein deutscher Politiker (CDU) und seit November 2021 Mitglied des Abgeordnetenhauses von Berlin. Zuvor war er seit 2009 Bezirksbürgermeister des Berliner Bezirks Reinickendorf. Des Weiteren war er von 2008 bis 2021 Vorsitzender des Ortsverbandes Hermsdorf. Er ist seit Februar 2019 Kreisvorsitzender der CDU Reinickendorf.

## Leben
Frank Balzer lebt seit seiner Geburt in Berlin-Reinickendorf. 
Nach dem Abitur studierte er an der Fachhochschule für Verwaltung und Rechtspflege Berlin und erreichte den Abschluss zum Diplom-Verwaltungswirt (FH). Zunächst war er Mitarbeiter in der Reinickendorfer Bezirksverwaltung, später arbeitete er in zwei Senatsverwaltungen; zuletzt als persönlicher Referent und Büroleiter des damaligen Senators für Bundes- und Europaangelegenheiten Peter Radunski.

## Politisches Wirken
Von 1992 bis 1998 war Frank Balzer Mitglied der Bezirksverordnetenversammlung Reinickendorf.
Im November 1998 wurde er erstmals zum Bezirksstadtrat gewählt und übernahm die Abteilung Soziales und Sport, die 2001 um den Bereich Bürgerdienste erweitert wurde. 
Ab November 2006 war er Leiter des Bereichs Bauwesen und Sport, ab Mai 2009 zusätzlich für Finanzen.
Seit Oktober 2009 war Frank Balzer nach dem Rücktritt von Marlies Wanjura (CDU) Bezirksbürgermeister von Reinickendorf und wurde 2011 und 2016 von der Bezirksverordnetenversammlung im Amt bestätigt. Er war darüber hinaus zunächst Dezernent der Abteilung Finanzen, Liegenschaften und Personal und ist seit 2016 Dezernent der Abteilung Finanzen, Personal, Stadtentwicklung und Umwelt. Im Zuge seiner Kandidatur für das Abgeordnetenhaus gab er bekannt, 2021 nicht mehr für das Amt des Bezirksbürgermeisters zu kandidieren.
Im Mai 2019 wurde Balzer zudem als stellvertretender Landesvorsitzender in das Präsidium der CDU Berlin gewählt.
Im August 2020 kündigte Balzer an, für die Wahl zum Abgeordnetenhaus von Berlin 2021 im Wahlkreis Reinickendorf 6 zu kandidieren. Er gewann hier das Direktmandat. Bei der Wiederholungswahl 2023 konnte er seinen Sitz im Abgeordnetenhaus verteidigen.
Balzer engagiert sich gegen den Missbrauch des Diplomatenstatus durch ausländische Diplomaten in Berlin, welche allein im Jahr 2021 für fast 10.000 Verkehrsverstöße in der Stadt verantwortlich sind, aber wegen ihres geschützten Rechtsstatus nicht belangt werden können.